# Eritea
Eritea (in greco antico: Ἐρύθεια?, Erythia ("la rossa")) o Erizia è un personaggio della mitologia greca, una ninfa ed una delle tre Esperidi che rappresentano il sole al tramonto. Eritea é figlia del primo leggendario re della Mauretania, il titano Atlante.

## Mitologia
Era una delle sorveglianti dell'albero dei pomi d'oro (situato nel Giardino delle Esperidi di Era che molto probabilmente i greci collocano nella parte più occidentale del nord Africa vicino alla catena montuosa dell'atlas, probabilmente il moderno Marocco),insieme alle altre due esperidi (Egle ed Esperetusa) ed al drago Ladone.
Secondo alcune versioni, lei e le sue sorelle sono, o figlie dell'unione di Gaia con Urano nella Teogonia di Esiodo, o di quella di Atlante e di Espero secondo Diodoro di Sicilia
Eritea è anche citata nell'opera delle dodici fatiche di Ercole, con il mito del gregge di buoi di Gerione, sull'isola di Erizia (Érytheia) dove si trovava il favoloso regno di Géryon